# 黎貞

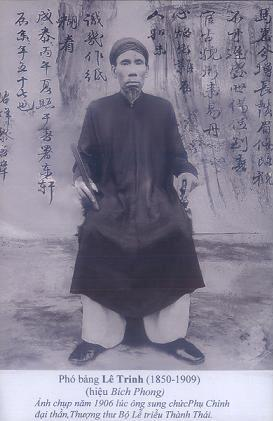
黎貞

黎貞（越南语：／；1850年—1909年），越南阮朝官員，維新帝的輔政大臣。

## 生平
黎貞原名黎登嶺（越南语：／），后改名黎登貞（越南语：／），建福元年（1884年），為避建福帝諱，省去“登”字，改名黎貞。
嗣德三年（1850年），黎貞在廣治省肇豐府登昌縣碧羅總碧羅社（今屬廣治省肇豐縣肇東社碧羅村）出生。嗣德二十三年（1870年），黎貞參加鄉試，考中解元，在此之前，黎貞曾參加過鄉試並考中舉人，但後來被黜落。嗣德二十八年（1875年），黎貞會試中格，參加庭試，考中副榜。成泰初年，任戶部左侍郎。後升任戶部參知，轉兵部左參知，充管領侍衛。成泰七年（1895年）七月，護理安靜總督。成泰十五年（1903年）十月，升任禮部尚書，充機密院大臣。成泰十六年（1904年）四月，尊人府增設左右尊卿，以黎貞為左尊卿。
維新元年（1907年）八月，充輔政大臣。維新二年（1908年）正月，升授協辦大學士。維新三年（1909年）七月，黎貞病重，請求解除職務，回家靜養，獲准。九月，黎貞重病不治去世，壽六十歲。追贈衞義子（越南语：／）。

## 家庭
黎貞之子娶胡得忠之女胡氏芳。